# Epiphragma ocellare
Epiphragma ocellare là một loài ruồi trong họ Limoniidae. Chúng phân bố ở Chúng phân bố ở miền Cổ bắc và miền Tân bắc.

## Hình ảnh

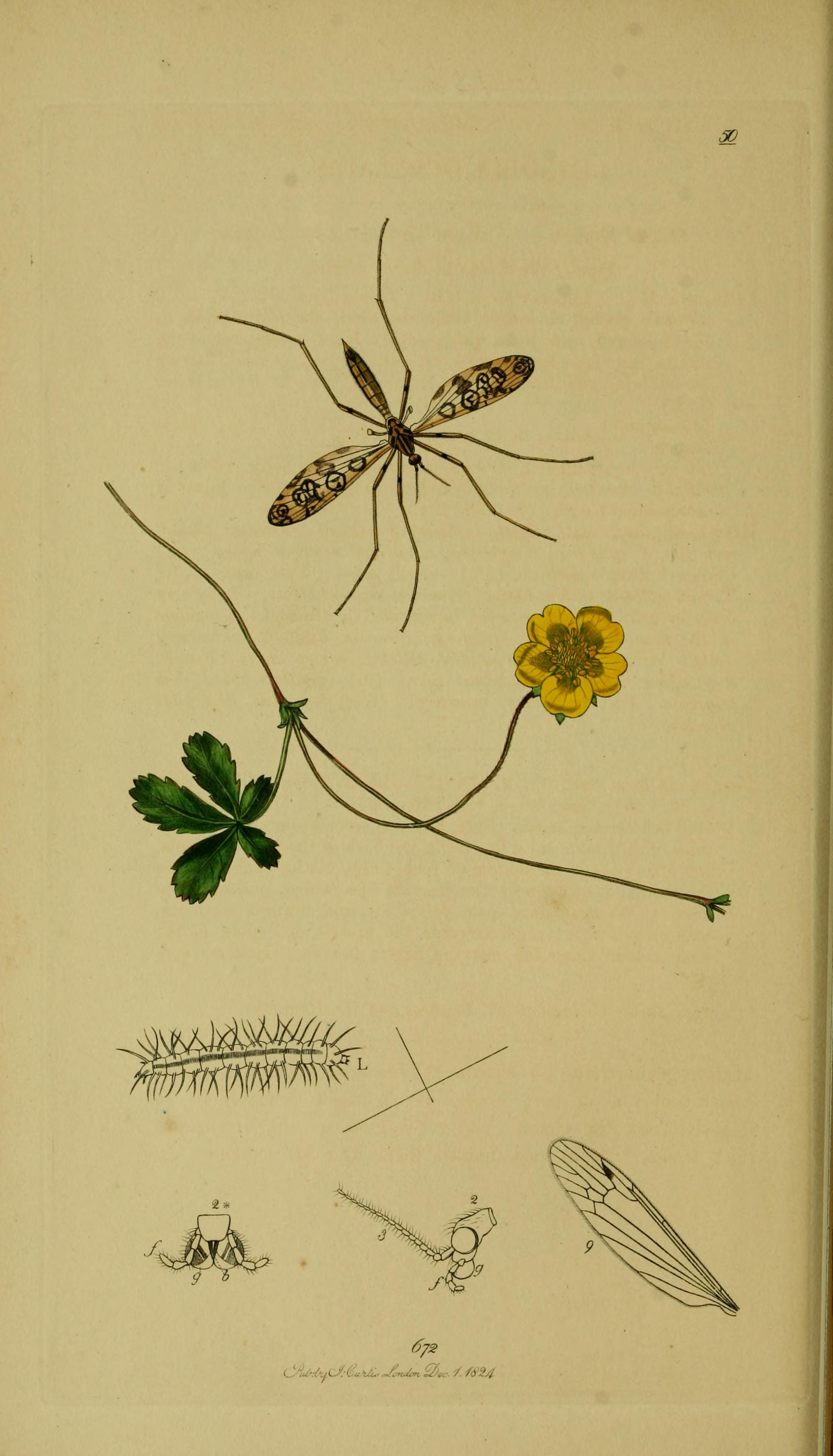
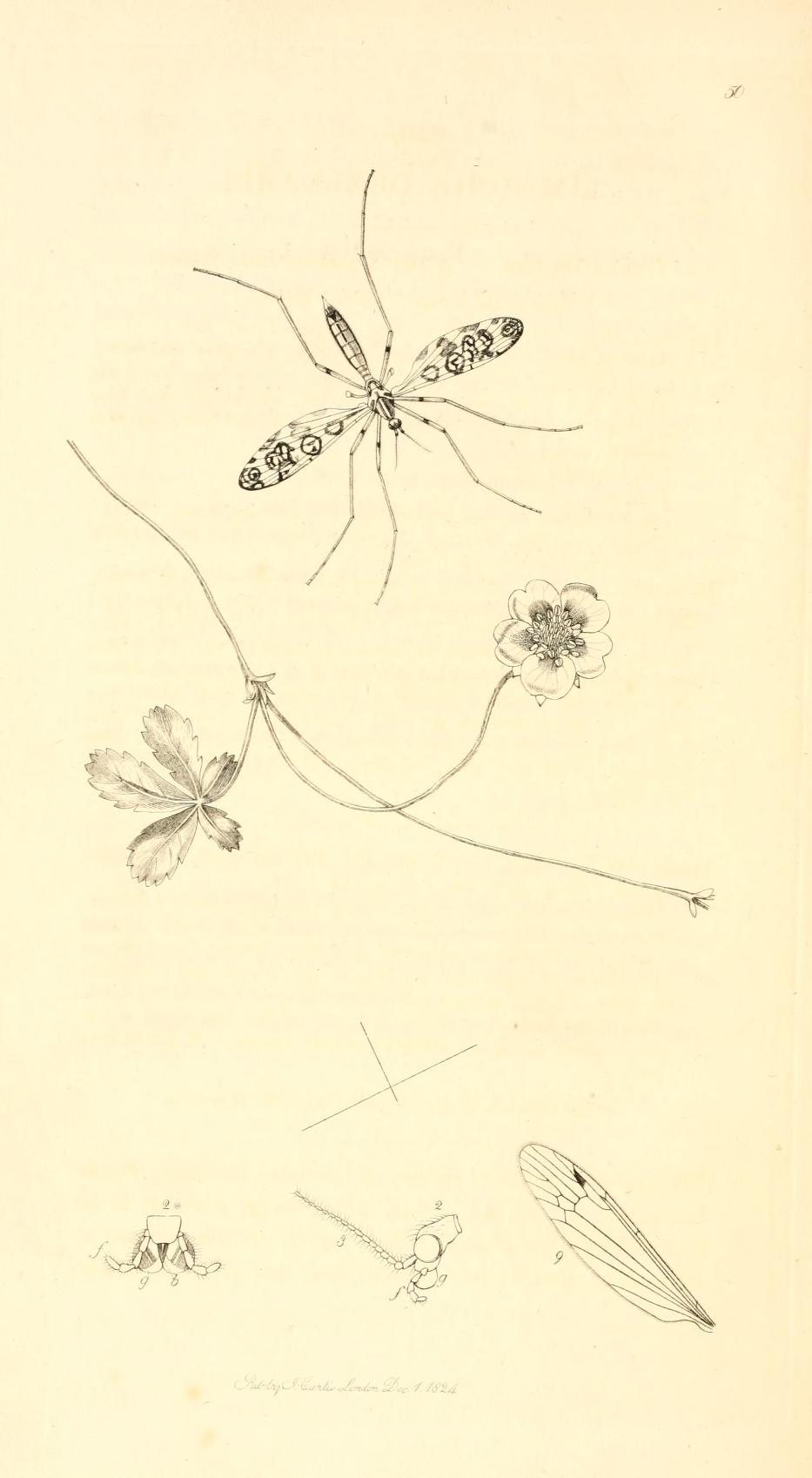
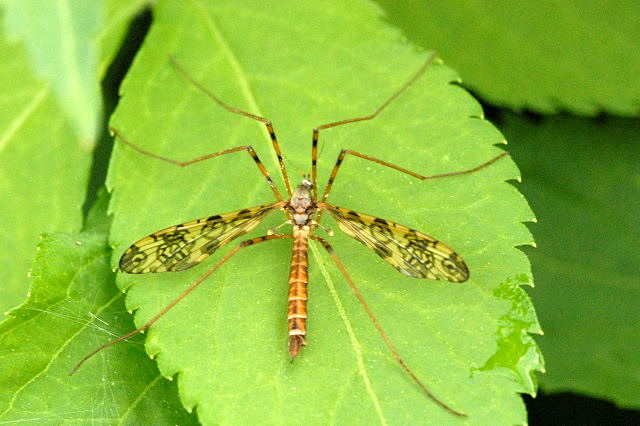
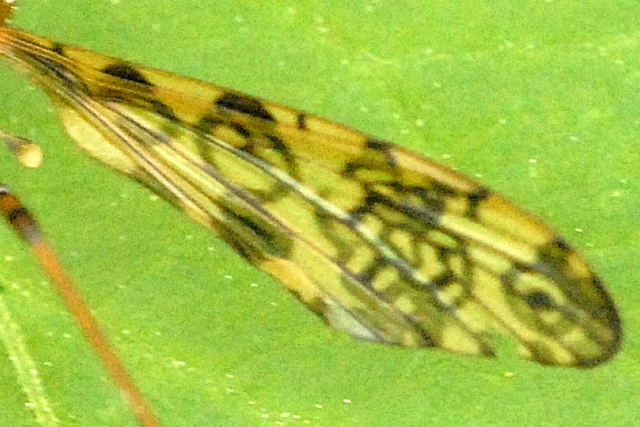

- Tư liệu liên quan tới Epiphragma ocellare tại Wikimedia Commons